# Ingmar Wagner
Ingmar Wagner, med øgenavnet Laksko (født 18. maj 1921, død 18. januar 1997) var en dansk kommunist og modstandsmand.
Han var søn af arbejdsmand, senere oberstløjtnant Svend Wagner og hustru. Under besættelsen deltog han aktivt i modstandskampen som bl.a. kurér for BOPA og for faderen Svend Wagner (dæknavn: General Johansen).
Efter krigen blev han sekretær og senere landsformand for Danmarks Kommunistiske Ungdom og var medlem af Folketinget for Danmarks Kommunistiske Parti 1953-57. Fra midten af 1950'erne indtog Ingmar Wagner en nøglerolle i Danmarks Kommunistiske Parti som henholdsvis partisekretær og international sekretær (1974-1992), med ansvar for freds- og solidaritetsarbejdet. I perioden 1974-1992 var han ydermere næstformand for "Landsforeningen til Samvirke mellem Danmark og Sovjetunionen".
Hans efterladte papirer findes i Arbejderbevægelsens Bibliotek og Arkiv.